# Challenger de Aptos 2013
El Comerica Bank Challenger 2013 fue un torneo de tenis profesional que se jugó en pistas duras. Se trató de la vigesimosexta edición del torneo que forma parte del ATP Challenger Tour 2013 . Tuvo lugar en Aptos, Estados Unidos entre el 5 de agosto y el 11 de agosto de 2013.

## Jugadores participantes del cuadro de individuales

### Cabezas de serie
| País                      | Jugador          | Rank1 | Favorito |
| Bandera de Argentina      | Guido Pella      | 76    | 1        |
| Bandera de Rusia          | Yevgueni Donskoi | 84    | 2        |
| Bandera de Estados Unidos | Steve Johnson    | 101   | 3        |
| Bandera de Estados Unidos | Ryan Harrison    | 107   | 4        |
| Bandera de Estados Unidos | Wayne Odesnik    | 123   | 5        |
| Bandera de Estados Unidos | Bobby Reynolds   | 138   | 6        |
| Bandera de Alemania       | Mischa Zverev    | 140   | 7        |
| Bandera de China Taipéi   | Jimmy Wang       | 144   | 8        |
| ------------------------- | ---------------- | ----- | -------- |

- 1 Se ha tomado en cuenta el ranking del día 29 de julio de 2013.

### Otros participantes
Los siguientes jugadores recibieron una invitación (wild card), por lo tanto ingresan directamente al cuadro principal (WC):
- Mitchell Krueger
- Tennys Sandgren
- Dennis Novikov
- Andre Dom

Los siguientes jugadores ingresan al cuadro principal tras disputar el cuadro clasificatorio (Q):
- Farrukh Dustov
- James McGee
- Denys Molchanov
- John-Patrick Smith

Los siguientes jugadores ingresan al cuadro principal como exención especial (SE):
- Daniel Evans
- Greg Jones
- James Ward

## Jugadores participantes en el cuadro de dobles

### Cabezas de serie
| País                 | Jugador         | País                 | Jugador            | Rank1 | Favorito |
| Bandera de la India  | Purav Raja      | Bandera de la India  | Divij Sharan       | 156   | 1        |
| Bandera de Australia | Samuel Groth    | Bandera de Australia | John-Patrick Smith | 164   | 2        |
| Bandera de Israel    | Jonathan Erlich | Bandera de Israel    | Andy Ram           | 204   | 3        |
| Bandera de Australia | Chris Guccione  | Bandera de Australia | Matt Reid          | 237   | 4        |
| -------------------- | --------------- | -------------------- | ------------------ | ----- | -------- |

- 1 Se ha tomado en cuenta el ranking del día 29 de julio de 2013.

## Campeones

### Individual Masculino
- Bradley Klahn derrotó en la final a Daniel Evans por 3-6, 7-6(5), 6-4

### Dobles Masculino
- Jonathan Erlich /  Andy Ram derrotaron en la final a  Chris Guccione /  Matt Reid por 3-6, 7-6(5), [10-2]